# Philonotis appressa
Philonotis appressa là một loài rêu trong họ Bartramiaceae. Loài này được Hook. f. & Wilson Mitt. mô tả khoa học đầu tiên năm 1859.